# نورتون (نیوجرسی)
نورتون (به انگلیسی: Norton) یک منطقهٔ مسکونی در ایالات متحده آمریکا است که در شهر یونیون واقع شده‌است. نورتون ۱۱۰ متر بالاتر از سطح دریا قرار دارد.